# Тоні Палмер

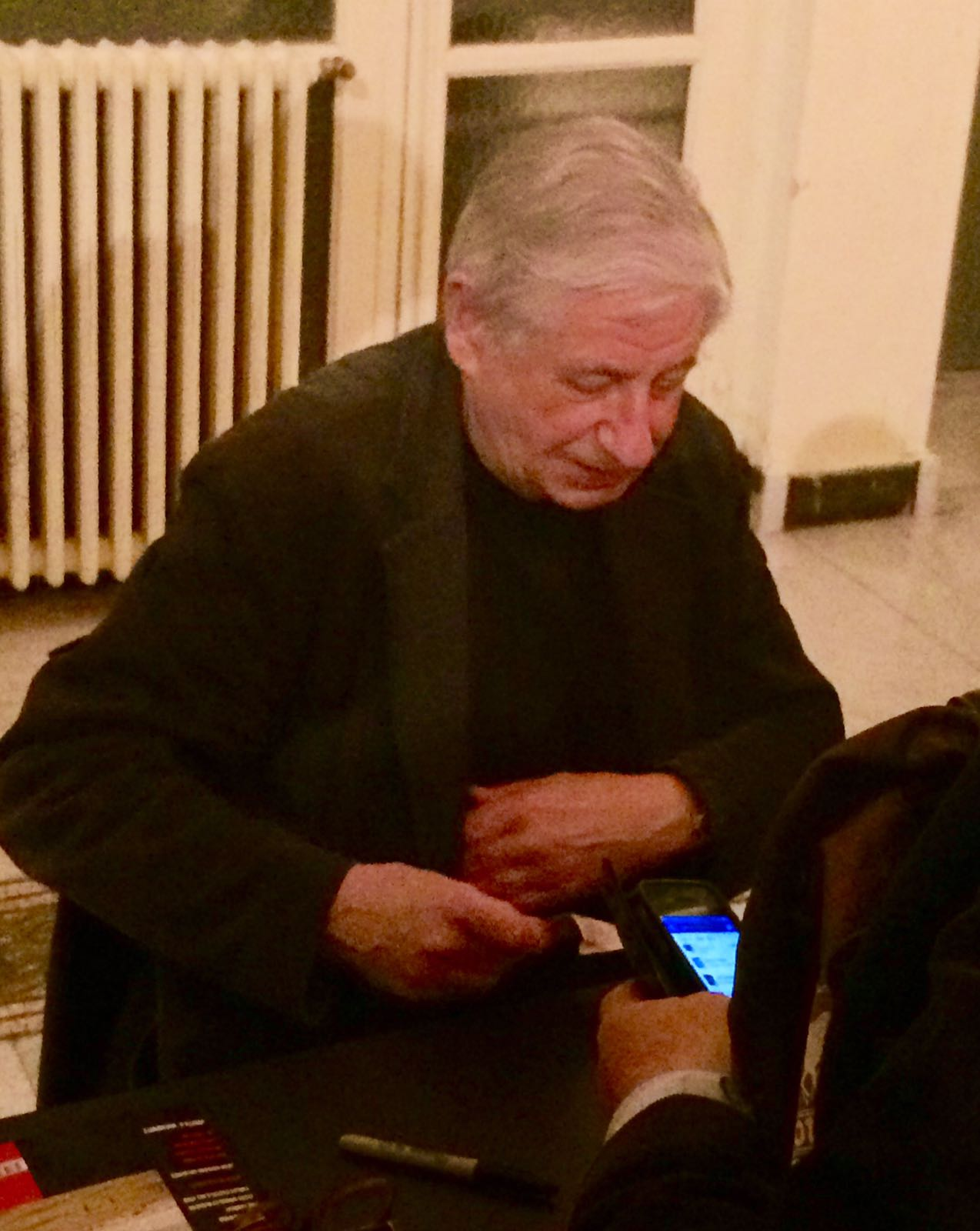
Тоні Палмер у місті Círculo de Bellas Artes

Тоні Палмер (англ. Tony Palmer; 29 серпня 1941, Лондон) — британський режисер. Його творчий доробок включає понад 100 фільмів, починаючи від ранніх творів з Бітлз, Крем, Джімі Хендріксом, Рорі Галлахером («Ірландський тур», 74) та Френком Заппа (200 мотелів), закінчуючи класичними документальними портретами Марії Каллас, Марго Фонтени, Джоні Осборна, Ігоря Стравінського, Ріхарда Вагнера, Ієгуді Менухіна, Карла Орфа, Бенджаміна Бріттена та Ральфа Воана-Вільямса. Він також працює як театральний та оперний режисер. 
Режисер отримав понад 40 міжнародних призів. Серед них — 12 золотих медалей Нью-Йоркського кінофестивалю, численні нагороди BAFTA та Emmy Awards. Палмер двічі вигравав «Prix Italia» за «Час, який був» (1980), і «В кінці дня з привидами» (1981). Він є членом Королівського географічного товариства та почесним жителем Нового Орлеана та Афін.

## Середовище становлення
Тоні Палмер здобув освіту в гімназії у Лоустофті, Кембриджширській середній школі для хлопчиків, та у Трініті-Холл, Кембридж, де вивчав історію та гуманітарні науки. Під час навчання в Кембриджі він почав працювати у BBC. Перший великий фільм Палмера («Бенджамін Бріттен та його фестиваль») став першим фільмом BBC, який широко розповсюдився у Сполучених Штатах. Своїм другим фільмом «Всі мої кохані», який присвячений дослідженню рок-н-ролу та політики наприкінці 1960-х, він досяг значної популярності.   

## Опера, театр та рок-музика
Окрім фільмів, Тоні Палмер також виступає як режисер у драматичному та оперному театрах. Після дебюту в Цюрихському оперному театрі з «Пітером Грімсом» Бенджаміна Бріттена, він мав подвійний тріумф у Карлсруе з «Війною і миром» Сергія Прокоф'єва, і знову в Цюриху з «Троянцями» Гектора Берліоза. У Санкт-Петербурзі він поставив російську прем'єру «Парсіфаля» Ріхарда Вагнера, разом із диригентом Валерієм Гергієвим та тенором Пласідо Домінго. Він також був режисером у Гамбурзі, Мюнхені, Аугсбурзі, Савонлінні, Берліні та Гельсінкі, став першим західним режисером, який коли-небудь працював у Большому театрі в Москві. 
«Парсифаль» виграв Найкращу театральну постановку («Каста-діва») у Москві, 1997 р., а також «Золоту маску». На сцені Вест-Енду він зняв світову прем’єру фільму Джона Осборна «Погляд назад у гніві. Частина друга. ДежаВю». Палмер також вів мистецький журнал BBC Radio 3 «Нічні хвилі», за який він отримав премію Sony за найкращу мистецьку програму. 
Тоні Палмер також відомий своїми документальними фільмами про рок-музику, декілька з яких є одними з перших у жанрі і охоплюють усіх від The Beatles до Cream. «All My Loving» (1968) — новаторська серія BBC про поп-музику (за яку особисто просив Джон Леннон) із участю Еріка Клептона, Еріка Бердона, Джімі Хендрікса та інших, на тлі війни у В'єтнамі та інших політичних подій 1960-тих. У цих роках Палмер також працював над документальним фільмом про американського авангардного рок-музиканта Франка Заппу «200 мотелів». Це вважається рок-класикою, хоча в інтерв'ю 2017 року, яке він дав мистецькому репортеру та критику з Торонто Діардрі Келлі, Палмер назвав цей фільм одним з найгірших, який він коли-небудь робив. [Архівовано 13 лютого 2020 у Wayback Machine.]

## Письменництво
Тоні Палмер опублікував кілька книг, а також писав для Нью-Йорк таймз, Таймз, Панч, Лайф. У 1967–74 рр. був постійним музичним критиком у Обзервері. У 1969–74 рр. вів щотижневу колонку «Записки з метро» у британському щотижневику Спектатор. 

## В Україні
Приїздить на Волинь, зокрема до Луцька, щороку, починаючи з 2008-го. Співпрацює з Волинським національним університетом імені Лесі Українки, одержав звання почесного професора цього університету. Бере активну участь у музичному фестивалі "Стравинський та Україна", в рамках якого вже було показано десяток фільмів режисера - "Якось на кордоні" (1982), "Свідчення" (1987), "Бенджамін Бріттен" (1967), "Рахманінов", "Космічне кіно" (1979), "Леонард Коен" (1974), "Бітлз та друга світова війна" (1976) та інші. 2016 та 2018 роках, де відвідав Музей-садибу Ігоря Стравинського в Устилузі. У 2020 році відвідав НМАУ ім. П. Чайковського.

## Фільмографія
- Ісадора Дункан, найвеличніша танцюристка (ТВ) (як помічник режисера – режисер Кен Расел) (1966)
- Аліса у країні чудес (ТВ) [як продюсер – режирес Джонатан Мілер] (1966)
- Мистецтво диригування – з Георг Солті (1966)
- Верхівка театру – з Джуді Денх (1966)
- Консеїт (1967)
- Бенджамін Бріттен та його фестиваль (1967)
- Палячи вогняну піч (1967)
- Корбюзьє (1967)
- Двічі на два тижня (телевізійний серіал) – з Террі Джонсом та Майклом Палліном (1967)
- Вся моя любов (1968)
- Прощальний концерт Cream'зів (1968)
- Світ Пітера Селерза (1969)
- Як воно (1969)
- Мотузкові сходи до Місяця – Джек Брюс (1969)
- Колізей та Джусі Люсі (1970)
- Fairport Convention & Matthews Southern Comfort (1970)
- Радий в усьому (1970)
- Національний молодий театр – Майкл Крофт (1970)
- 200 мотелів – Френк Заппа (1971)
- Брайтон Брізі (1971)
- Малер 9 – з Леонард Бернстайн (1971)
- Імбирне печиво у Африці (1971)
- Бірмінхем (1971)
- Прагнення до щастя (1972)
- Світ Лібераса (1972)
- Світ Хуго Хефнера (1973)
- Міжнародний молодіжний оркестр (1973)
- Леонард Кохен: птах на дроті – з Леонардом Кохеном (1974)
- Рорі Галлахерr – Ірландський тур '74 (фільм) (1974)
- Світ Місс Світу (1974)
- Мандаринова мрія –  прямий ефір у Соборі Квентрі (1975)
- Все Це та Друга світова війна (1976)
- Все що тобі потрібно це кохання (ТВ) (1976–1980)
- Казино Віган (1977)
- Бідду (1977)
- Единбургський фестиваль (1977)
- Могутній Вурліцер (1978)
- Едінбургський фестиваль. Знову (1978)
- Космічне кіно – присвячений 10 річниці NASA, музика Міка Олдфілда (1979)
- Місця гордості [6 частин] (1979)
- Час що був – портрет Бенджаміна Бріттена (1979)
- Перше видання (1980)
- На привиді в кінці дня – портрет Вільяма Вальтона (1980)
- Смерть Венеції – опера Бенджаміна Бріттена (1981)
- Одного разу на кордоні... – портрет Ігоря Стравинського (1982)
- Вагнер – by Charles Wood, starring Richard Burton (1983)
- Первинний крик – Арт Янов (1984)
- Пучіні – з Вірджинією МакКена та Робертом Стівенсом (1984)
- God Rot Tunbridge Wells! – by John Osborne (1984/5)
- Моцарт у Японії – з Міцуко Учіда (1986)
- Тестимони – starring Ben Kingsley (1987)
- Марія Калас (1987)
- Звідки холод? – Річард Бартон (1988)
- Дворжак - у коханні – Юліан Ллойд Вебер (1988)
- Хіндеміт – прогрес паломника – з Джоном Гієлдагом (1989)
- Діти (1990)
- Менухін, сімейна історія (1990)
- Я - Берліоз – з Коріном Реграве (1992)
- Симфонія жалісних пісень – Генрик Гурецький (1993)
- Короткий фільм про кохання – з Пітером Селларзом (1994)
- О фортуна – Карл Орф (1995)
- Англія, моя Англія – Генрі Перселл (1995)
- Брамс і маленькі співаючі дівчата (1996)
- Майкл Крауфорд, справжня історія (1996)
- Аве Боп – портрет Джона Адамса (1997)
- Парсіфаль – з Пласідо Домінго та Валерієм Гергієвим (1997)
- Врожай скорботи – Сергій Рахманінов, з Кіровською оперою (1998)
- Доброта незнайомців – Андре Превін (1998)
- Валентина Ігошина грає Шопена (1999)
- Дивна справа Дельфіни Потоцької – Шопен, з Пенелопою Вілтон (1999)
- Іноземні засоби – Пітер-Дірк Уйс в турі (2001)
- Пані та панове, міс Рене Флемінг (2002)
- Герой — історія про Боббі Мура – продюсер Девід Фрост (2002)
- До Невідомого краю – Малкольм Арнольд. Історія виживання (2003)
- Джон Осборн і дар дружби (2003)
- Іврі Гітліс та велика традиція (2004)
- Пригоди Бенджаміна Сміта (2005)
- Марго  – Марго Фонтейн (2005)
- Зальцбурський фестиваль – коротка історія  (2006)
- "О ти, трансцендент ..." – Життя Воана Вільямса (2007)
- Холст – у похмурому січні (2011)

## Список оперних та театральних постановок
- Турандот — Пуччіні — Шотландська опера (1984)
- I Cavalieri ді Ekebu — Дзандонаі, Крефельд (1985)
- Пітер Грімс — Бріттен, Цюрих (1989)
- Західнонімецька прем'єра Прокоф'єва Війна і мир - Карлсруе (1990)
- Троянці — Берліоз, Цюрих (1990)
- Пітер Грімс — Бріттен, Женева (1991)
- Сімона Боккагра — Верді, Гамбург (1991)
- Сила долі — Верді, Цюрих (1991)
- Димитрій — Дворжак, Мюнхен (1992)
- Діалоги кармелітів — Пуленк, Аугсбург (1994)
- Російська прем'єра "Парсифаль" Вагнера, Маріїнський / Кіров, Санкт-Петербург (1997) (Переможець" Золотої маски ")
- Парсіфаль — Большой театр, Москва (1998) (Лауреат премії "Каста-Діва")
- Парсіфаль — Савонлінна (1998)
- Трістан і Ізольда — Вагнер, Равелло (1998)
- Валькірія — Вагнер, Равелло (1999)
- Смерть Клінгхоффера — Джон Адамс, Гельсінкі (2001)
- Сорочинський ярмарок — Мусоргський, Бонн (2007)

## Книги
- Народжений під поганим знаком (1970)
- Судові процеси в Озі (1971)
- Електрична революція (1971)
- Те, що я люблю - Ліберас (1976)
- Все, що вам потрібно, це любов (1976)
- Карл II: Портрет епохи (1979)
- Джуліан Лещ: життя в дорозі. Лондон: Макдональд, 1982. ISBN 0-356-07880-9. Текст Палмера, фотографії Даніеля Медоуз.
- Менухін: сімейна історія (1991)

## Зовнішні посилання
- Тоні Палмер на сайті IMDb (англ.)
- https://www.criticsatlarge.ca/2017/05/in-conversation-with-tony-palmer.html [Архівовано 13 лютого 2020 у Wayback Machine.]